# Густ Ніна Георгіївна
Ніна Георгіївна Густ (15 листопада 1890, Бендери — 12 липня 1973, Одеса) — український радянський графік; член Спілки радянських художників України з 1948 року. Дружина графіка Костянтина Ковтурмана.

## Біографія
Народилася 15 листопада 1890 року в місті Бендерах (нині Молдова). Упродовж 1915—1919 років навчалась у Київській художній школі; у 1924—1930 роках — в Одеському художньому училищі у Михайла Жука і Володимира Заузе.
Протягом 1930–1938 років працювала у видавництвах Харкова; у 1938–1954 роках — в художніх майстернях Одеси.
Жила в Одесі в будинку на сквері 9 Січня № 7, квартира 3. Померла в Одесі 12 липня 1973 року.

## Творчість
Працювала в галузі станкової графіки у жанрі пейзажу, переважно в техніці офорта. Серед робіт:
- «Донець навесні» (1936);
- «Дуб» (1939);
- «Госпрот у Харкові» (1939);
- «М. Гулак» (1941);
- «Партизани» (1944);
- «Узлісся» (1946);
- «Дорога в порт» (1947);
- «Гурзуф» (1952);
- «Одеса. Сабанєєв міст» (1955);
- «Аул Нард у Північній Осетії» (1955);
- «Вид на Одесу» (1957).

Авторка ілюстрацій до книги «Fata Morgana» Михайла Коцюбинського (1930).
Брала участь у виставках з 1930 року.
Окремі роботи художниці зберігаються у Національному музеї Тараса Шевченка у Києві.